# Роберт де Бомон, 4-й граф Лестер
Ро́берт (IV) де Бомо́н (англ. Robert de Beaumont) или Роберт де Бретёй (англ. Robert de Breteuil; ум. 20/21 октября 1204) — англо-нормандский аристократ, 4-й граф Лестер и наследственный главный сенешаль (стюард) Англии с 1190 года, сын Роберта де Бомона, 3-го графа Лестера, от брака с Петрониллой (Пернель) де Гранмениль. Роберт был последним из великих англо-нормандских магнатов, владения которого лежали по обе стороны от Ла-Манша.
Роберт принимал участие в Третьем крестовом походе, во время которого умер его отец. Там он был одним из командующих во время осады Акры и участвовал в ряде других сражений.
По возвращении в Европу он оказался втянут в войну между Англией и Францией за обладание Нормандией, в которой он сражался против французского короля Филиппа II Августа на стороне сначала короля Ричарда I Английского, а затем — его преемника, короля Иоанна Безземельного. Умер в октябре 1204 года вскоре после окончательного захвата Нормандии Филиппом II Августом, конфисковавшим нормандские владения Роберта. Детей не оставил, английские владения Роберта были разделены между его двумя сёстрами.

## Происхождение
Роберт происходил из знатного англо-нормандского рода Бомонов, получившего прозвание от замка Бомон-ле-Роже, владевшего землями как в Англии, так и в Нормандии. Его происхождение выводится от нормандца Торольда, сеньора де Понт-Одемара, правнук которого, Роберт де Бомон, был активным участником Нормандского завоевания Англии, получив в награду обширные владения в новом королевстве, по большей части сосредоточенные в Уорикшире и Лестершире. Он был фигурой огромной политической важности, во время правления Генриха I получив титул графа Лестера. От матери Роберт унаследовал графство Мёлан. У Роберта родилось двое сыновей близнецов, один из которых, Роберт, унаследовал большую часть английских владений отца и титул графа Лестера. Как и отец, он играл важную роль при английском дворе. Хотя во время гражданской войны 1135—1154 годов Роберт поддерживал короля Стефана, ему удалось сохранить положение и при Генрихе II Плантагенете.
Наследник 2-го графа Лестера, Роберт де Бомон, 3-й граф Лестер, уже не играл при английском дворе такой роли, как отец и дед. Хотя ему удалось увеличить свои владения за счёт брака с Петрониллой (Пернель) де Гранмениль, наследнице земель Гранменилей в Нормандии. В этом браке родилось трое сыновей, в том числе и Роберт, 4-й граф Лестер, и несколько дочерей. Из-за участия в восстании сыновей короля Генриха II на стороне мятежников земли и замки 3-го графа Лестера были конфискованы. Полностью он смог возвратить владения только после того, как в 1189 году королём стал Ричард I Львиное Сердце.

## Молодые годы
Точный год рождения Роберта неизвестен. Он был вторым из трёх сыновей англо-нормандского аристократа Роберта де Бомона, 3-го графа Лестера, который по своему нормандскому замку использовал также родовое прозвание «де Бретёй», от брака с Петрониллой (Пернель) де Гранмениль. Родители его поженились между 1154 и 1159 годами. Роберт рос вместе со старшим братом Уильямом, они до 1189 года неоднократно упоминаются в актах отца. Кроме того, они, вероятно, были тесно связаны с родовыми владениями Роберта II де Бомона, графа Мёлана, двоюродного брата их отца.
Уильям, старший брат Роберта, умер в 1189 году — согласно поздней легенде от проказы. Его отец в это время улаживал свои дела перед отъездом в Третий крестовый поход, в ряде актов этого периода упоминается и Уильям. Возможно он умер 23 ноября 1189 года. После этого наследником стал Роберт.
До 1190 года Роберт какое-то время находился вместе с принцем Джоном, графом Мортеном (будущим королём Иоанном Безземельным), он вместе с ним упоминается в актах, данных в Бедфорде, Клипстоне и Кентербери. Затем Роберт отправился в Нормандию, где 2 января 1190 года вместе с отцом находился при дворе короля Ричарда I в Вернёе.

## Крестовый поход
В то время, как отец Роберта отправился в Крестовый поход отдельно от Ричарда I другим маршрутом, сам он присоединился к армии короля Англии. Находясь в Мессине, они получили весть о смерти 31 августа 1190 года графа Лестера в Дураццо. После этого, 2 февраля 1191 года в Сицилии Роберт принёс оммаж королю Ричарду.
8 июня королевский флот прибыл под Акру. Роберт, прибывший в его составе, 11 июля был одним из командующих во время атаки, предпринятой на город, после которой тот капитулировал на следующий день.
7 сентября Роберт участвовал в битве при Арсуфе, а 6 ноября был послан Ричардом I вместе с графом де Сен-Поль для помощи попавшим в засаду в Ибн Ибраке тамплиерам. Там он спас нескольких рыцарей, продемонстрировав своё воинское умение, что принесло ему известность. В декабре Роберт попытался спасти трёх рыцарей от большого отряда турок за пределами лагеря в Рамле, но оказался окружён вместе со своими рыцарями. Его спас двоюродный брат, Роберт де Нёфбур, который препроводил графа Лестера в расположение королевской армии. При этом Роберт Лестер чуть не утонул в реке, и под ним было убито две лошади, тем не менее его отряд смог избежать потерь.
10 января 1192 года Роберт засвидетельствовал королевский акт в Яффе. При штурме Дейр аль-Белы 22 мая флаг Роберта был поднят на стенах города вторым. 17 июня он командовал отрядом, отбившим нападение сарацинов на христианский караван Рамлы. Роберт устремился в атаку впереди своего отряда и сбил с коня первого из турок. Устрашившись этого порыва, турки бросились в бегство. 24 июня Роберт вместе с королём сражался при нападении на отряд снабжения сарацин в аль-Хувейльфе. 29 июля Роберт приплыл на королевском флоте, освободившем Яффу.
5 июля короля Ричарда попытались похитить в Яффе из его палатки, Роберт был одним из десяти рыцарей, которые помешали это сделать, они спасли короля, сброшенного с лошади. После этого эпизода упоминания об участии Роберта в Крестовом походе пропадают, но вероятно он вернулся домой в сентябре или октябре 1192 года.

## Служба королю в Англии и Франции
В марте 1193 года граф Лестер оказался в Нормандии, где он вскоре оказался вовлечён в борьбу против короля Франции Филиппа II Августа. Ричард I Английский находился в это время в плену у императора Священной Римской империи, и Роберт взял на себя защиту Нормандского герцогства от притязаний французского короля, который в феврале 1194 году вторгся в герцогство. Филипп захватил ряд владений и осадил Руан, но вскоре был вынужден снять осаду и отвести свои войска, поскольку английский король был освобождён императором за большой выкуп. Роберт попытался измотать отступающую армию Филиппа, но 15 июня около Гурне попал в плен к французскому королю. Он был заключён в Этамп, где провёл больше года. Свободу он получил только в 1196 году, вскоре после февраля, за это он был вынужден передать Филиппу замок Паси-сюр-Эр на границе с Нормандией.
Летом 1197 и 1198 года граф Лестер участвовал в кампаниях Ричарда I во Франции, был он с королём и в марте 1199 года перед ставшим фатальным для Ричарда I нападением на замок Шалю, в котором тот был смертельно ранен. Поскольку Роберт в своё время был тесно связан с принцем Джоном, графом Мортеном, младшим братом Ричарда I, то он поддержал принца в его претензиях на трон. 27 мая 1199 года принц Джон, ставший королём под именем Иоанн, был коронован, граф Лестер при этом выполнял обязанности стюарда. В первые годы правления Иоанна Безземельного граф Лестер имел большое влияние при королевском дворе.
В 1202 году Филипп II Август объявил о конфискации фьефов английского короля во Франции. Поскольку граф Лестер был одним из самых крупных феодалов в Нормандии, ему было что там терять, так что он продолжал борьбу в герцогстве на стороне Иоанна Безземельного против французского короля. Чтобы поддержать своего преданного подданного, Иоанн Безземельный в сентябре 1203 года предоставил Роберту весь Ричмондшир в северо-западном Йоркшире.
В войне за обладание Нормандией победителем вышел Филипп II Август, захвативший к июню 1204 года всю территорию герцогства. Это очень серьёзно ударяло по графу Лестеру. В апреле 1204 года Роберт вместе с Уильямом Маршалом, графом Пембруком, был послан на переговоры с французским королём. Но они использовали эти переговоры, чтобы попытаться отстоять свои интересы и сохранить нормандские владения, несмотря на французское завоевание. Филипп II Август присудил обоим графам большой штраф, который они должны были выплатить не позже, чем через год.
Когда известия о поведении послов достигли Иоанна Безземельного, граф Пембрук впал в немилость. В то же время нет никаких свидетельств, что Роберт заключил соглашение с французским королём. Наоборот, в сентябре 1204 года граф Лестер получил крупные земельные пожалования в Англии, раньше принадлежавшим Аркурам и другим нормандским феодалам, вероятно, в качестве компенсации за потерянные нормандские владения.

## Смерть и наследство
Граф Лестер так никогда и не смог принять решение относительно вассальной присяги французскому королю. Он умер 20 или 21 октября 1204 года. В жизнеописании святого Хью Линкольнского говорится, что у Роберта была проказа, однако никаких доказательств этому не существует. Вероятно ещё ребёнком Роберта женили на Лоретте де Браоз, дочери Уильяма де Браоза, 4-го барона Брамбера, и Мод де Сен-Валери, дамы де ла Хэй, однако этот брак так и остался бездетным. Тело Роберта было захоронено в хорах августинского аббатства в Лестере.
Роберт не основывал новых аббатств, хотя и создал в Лестершире два небольших монастыря, Альверскрофт и Чарли, подчинив их нормандскому аббатству Святого Эвро. Кроме того, он делал пожертвования в основанные его семьёй аббатства Лир и Святого Эвро в Нормандии, а также аббатствам в Лестере и Нанитоне в Англии. Самым его крупным пожалованием был сделанный на смертном одре вклад в Энсти (Лестершир) в Лестерском аббатстве для своего захоронения. Также Роберт даровал много привилегий городу Лестер.
Благодаря поддержке короля Иоанна Безземельного, Роберт занимал высокое положение при английском королевском дворе. Также он был человеком с международной репутацией и опытным воином и командиром, пользовавшимся большим доверием королей Ричарда I и Иоанна Безземельного. Его владения распространялись от Тиса до Эра. Это привело к тому, что его интересы совпадали с интересами государства Плантагенетов. Роберт был последним из великих англо-нормандских магнатов, владения которого лежали по обе стороны от Ла-Манша, и его смерть фактически совпала с окончательным крахом Англо-нормандской монархии.
Наследство графа Лестера было разделено между его двумя сёстрами. Старшая, Амиция, леди Монфор, унаследовала половину отцовских земель с центром в Лестере. В конце 1204 или начале 1205 года она продала Филиппу II Августу права на Бретёй в обмен на замок Сен-Лижье в Ивелине. Чтобы поддержать свои претензии на английские владения, она после смерти брата стала использовать титул «графиня Лестер». Её старшему сыну, Симону IV (V) де Монфору, в 1207 году было разрешено использовать титул графа Лестера, но фактически графство Лестер до 1231 года оставалось под управлением хранителей. Амиция умерла в 1215 году, после чего Иоанн Безземельный передал земли, входившие в состав графства Лестер, графу Честеру. Тем не менее Симон де Монфор, а затем и его старший сын Амори, продолжали претендовать на титул графа Лестера, иногда они себя именовали «граф Монфор и Лестер». Только в 1231 году король Англии Генрих III признал титул графа Лестера за Симоном де Монфором, младшим братом Амори.
Вторая половина старого графства Лестер с центром в Брэкли (Нортгемптоншир), досталась Маргарет де Бомон, второй сестре Роберта, и её мужу Сеэру IV де Квинси, позже став основой для его титула графа Уинчестера.

## Образ в кино
В сериале  «Доктор Кто» / Doctor Who (эпизод «Крестовый поход» / The Crusade, 1965; Великобритания), реж. Дуглас Кэмфилд  роль Роберта де Бомона играет актёр Джон Бэй